# 도초초등학교
도초초등학교는 대한민국 전라남도 신안군 도초면 수항리에 있는 공립 초등학교다.

## 학교 연혁
- 1931년 9월 21일 도초공립보통학교 설립 인가
- 1931년 12월 10일 도초공립보통학교 개교
- 1938년 4월 1일 도초공립심상소학교 개칭
- 1940년 4월 8일 도초공립심상소학교 부설 지남간이학교 설립 인가
- 1940년 5월 1일 지남간이학교 개교 및 1학급 인가
- 1941년 4월 1일 도초공립국민학교 개칭
- 1944년 4월 1일 지남간이학교 도초서국민학교 승격 분리
- 1950년 4월 1일 도초국민학교 개칭
- 1967년 4월 1일 도서벽지학교 '을'급 지정
- 1968년 1월 1일 도초국민학교 이곡분교 설립 인가
- 1968년 9월 11일 이곡분교장 개교
- 1969년 1월 23일 도초국민학교 이곡분교 도초동국민학교 승격 인가
- 1969년 3월 2일 이곡분교장 도초동국민학교 승격 분리
- 1971년 1월 1일 도초국민학교 대외개도분실 개설
- 1972년 1월 1일 대외개도분실 도서벽지학교 '을'급 지정
- 1972년 12월 31일 대외개도분실 폐실
- 1982년 3월 1일 병설유치원 개원
- 1986년 1월 1일 도서벽지학교 '나'급 조정
- 1992년 3월 1일 도초서국민학교 예리분교장 폐교 및 본교 통폐합
- 1993년 3월 1일 도초동국민학교 폐교 및 본교 통폐합
- 1994년 3월 1일 도초서국민학교 동리분교장, 죽도분교장 폐교 및 본교 통폐합
- 1996년 3월 1일 도초초등학교 개칭
- 2001년 1월 1일 도서벽지학교 '다'급 조정
- 2002년 9월 1일 도초서초등학교 우이도분교장 폐교 및 본교 통폐합
- 2005년 3월 1일 도초서초등학교 폐교 및 본교 통폐합, 서리분교장 편입
- 2008년 3월 1일 동도초등학교 통폐합
- 2010년 3월 1일 서리분교장 통폐합
- 2014년 9월 1일 제35대 박흥일 교장 부임
- 2017년 2월 10일 제84회 졸업 (6178명)

## 참고 자료
- 도초초등학교 - 한국교육학술정보원 학교알리미